# Cănești
Cănești est une commune roumaine située dans le județ de Buzău.